# Q-Base
Q-Base est un festival de hardstyle et hardcore, actif entre 2004 et 2018, anciennement organisé par la société néerlandaise Q-dance à l'aéroport de Weeze, en Allemagne, et de temps à autre aux Pays-Bas [réf. nécessaire]. La durée des événements n'excède pas 14 heures d'affilée, avec des DJ mixant simultanément dans plusieurs salles (appelées bunkers).

## Histoire
Au début des années 2000, la popularisation de la société néerlandaise Q-dance lui permet d'organiser de nouveaux concepts tels que Defqon.1, In Qontrol, et Q-Base. Ces événements grandissent encore plus de par leur organisation, leur concept, mais également des nombreux DJ notoires qui y jouent. Cela, ajouté au dévouement des fans de Q-dance, permet à ces événements de se populariser à l'international.
Le premier événement Q-Base, dont la bande-annonce officielle est diffusée quelques mois plus tôt, est organisé le 18 septembre 2004, au vieux RAF-Stützpunktes de l'aéroport de Weeze,. 25 000 personnes y participent, et 80 artistes de six pays européens y jouent sur les huit scènes qui se trouvent dans les vieux Sheltern. Un second événement est organisé le 10 septembre 2005. 12 000 personnes y participent à l'événement qui a duré 12 heures, et 70 artistes se répartissent sur neuf scènes, dont une en plein air. Le caractère militaire de l'aéroport est souligné par une exposition de véhicules d'armées. Une troisième édition est organisée le 9 septembre 2006, sous le titre de From Daylight Into Darkness. L'événement dure de 16 heures à 8 heures, le plus long organisé par Q-dance. Plus de 20 000 personnes y participent, et 80 artistes jouent sur les huit scènes, dont une en plein air. Le 8 septembre 2007, Q-dance organise le quatrième événement, toujours à l'aéroport de Weeze. Comme chaque année, c'est l'ancien aéroport militaire de Weeze qui accueille plus de 25 000 personnes de 16 h jusqu'à 8 h du matin, avec la présence de 110 disc-jockeys. Le 12 septembre 2009, l'édition Participate in the Research est organisée, encore une fois à l'aéroport de Weeze. La vente des tickets débute le 6 juin 2009, et le line-up officiel, incluant des artistes allant de Lady Dana à Noize Suppressor, est annoncé en juillet 2009. Durant 14 h, Q-Base se déroule encore à l'aéroport militaire de Weeze entre 17 h et 7 h du matin un dimanche.
Pour sa septième édition en 2010, Q-Base renouvelle sa tournée sous le slogan de Lost in Dreams. L'année suivante, en 2011, la huitième édition Raveolution est annoncée, réunissant quelques labels dont Traxtorm Records. Les ventes débutent le 11 juin, et le line-up est annoncé en juillet. Sous le slogan Positive Anarchy / Fight For Your Right To Rave, la neuvième édition se déroule le samedi 8 septembre 2012. Un ambassadeur de Q-Base en Allemagne es désigné. Le gagnant du concours Drop Your Own Area est Temple of Anarchy. En 2013, l'édition Enter The Twilight Zone est annoncée pour le 7 septembre 2013, à guichet fermé pour la première fois de l'histoire du festival, et avec quatre hymnes. L'édition 2014 est prévue pour le 14 septembre, sous le titre Creatures of the Night, et la vente des tickets est lancée le 3 mai la même année à 13 h heure locale,. Le line-up de l'édition est annoncé en juillet, et inclut notamment DJ Tatanka et Tha Playah. Une diffusion en direct sur YouTube, via Decibel Outdoor.
La 13e édition de Q-Base est organisée le 10 septembre 2016 avec pour slogan « Die Hards Only » et avec environ 30 000 visiteurs qui ont assisté à l'événement. Elle est suivie le 9 septembre 2017 de la 14e édition du festival Q-Base toujours avec le slogan « Die Hards Only » de l'année précédente est maintenu et environ 30 000 visiteurs ont participé à l'événement. Le 8 septembre 2018, la dernière édition de Q-Base est organisé sous le thème The Final Mission. L'organisateur Q-Dance prévoit de présenter un nouveau concept à l'aéroport de Niederrhein l'année suivante, de plus amples informations sont communiquées le 6 avril 2019.
Par le biais d'une affiche placée au Ziggo Dome à Amsterdam pour l'événement Qapital, Q-Dance annonce que le nouveau remplaçant de Q-Base s'appelle Impaqt. La première édition Impaqt s'intitule Festival of Titans. Elle a lieu le 7 septembre 2019, entre midi et deux heures du matin.

## Éditions
- 18 septembre 2004, vieux RAF-Stützpunktes de l'aéroport de Weeze, Allemagne.
- 10 septembre 2005, aéroport de Weeze, Allemagne.
- 9 septembre 2006, ancien RAF-Gelände. From Daylight Into Darkness.
- 8 septembre 2007, aéroport de Weeze, Allemagne[1].
- 30 août 2008, aéroport de Weeze, Allemagne.
- 12 septembre 2009, aéroport de Weeze, Allemagne[11]. Participate in the Research.
- 11 septembre 2010, aéroport de Weeze, Allemagne[13]. Lost in Dreams.
- 10 septembre 2011, aéroport de Weeze, Allemagne. Raveolution.
- 8 septembre 2012, aéroport de Weeze, Allemagne. Positive Anarchy / Fight For Your Right To Rave
- 7 septembre 2013, aéroport de Weeze, Allemagne[3]. Enter The Twilight Zone[25].
- 13 septembre 2014, aéroport de Weeze, Allemagne. Creatures of The Night[16]
- 12 septembre 2015, aéroport de Weeze, Allemagne. Lock ‘n’ Load[26]
- 10 septembre 2016, aéroport de Weeze, Allemagne. Die Hards Only
- 9 septembre 2017, aéroport de Weeze, Allemagne. Strike As A Die Hard[27].
- 8 septembre 2018, aéroport de Weeze, Allemagne. The Final Mission[28]